# 鮑三娘墓
鮑三娘墓位於四川省廣元市元壩區，文物遺址年代判定為清。1996年9月16日公佈為四川省第四批省級文物保護單位。